# Гаспаре Спонтіні
Гаспаре Луїджі Паціфіко Спонтіні (італ. Gaspare Luigi Pacifico Spontini; 14 листопада 1774 Майолаті провінція Анкона — 24 січня 1851, там само) — італійський композитор, автор опер, кантат, мес і інших музичних творів. Виходець з селян. Член Прусської (1833) і Паризької (1839) академій мистецтв.

## Біографія
Музичну освіту здобув в неаполітанській консерваторії, де вчився у Нікола Сала; пізніше займався композицією у Піччіні. У 1796 р. написав комічну оперу «Жіноче впертість» (італ. La Puntiglie delle Donne) поставлену в Римі з величезним успіхом, і потім ще 14 опер буффа і опер-серіа в стилі Доменіко Чімарози, що також мали успіх — у Риму, Неаполі, Флоренції, Венеції.
У 1803 р. Спонтіні приїхав у Париж, тут їм була написана опера «Весталка» (1807), з появи якої починається справжня його слава, ця опера вважається найкращим його твором. Після постановки опери «Фернандо Кортес, або Завоювання Мексики» (1809) Спонтіні зайняв місце директора італійської опери в Парижі (1810—1812); з 1814 року — придворний композитор. Його опера «Олімпія» особливого успіху не мала.
З 1820 року — музичний директор Берлінської опери. У Берліні Спонтіні написав багато п'єс на різні урочисті випадки. У 1841 році через протесту німецької публіки, викликаного його нерозумінням нового напряму в німецькому оперному мистецтві, він покинув Берлін і повернувся до Італії.
Спонтіні справив значний вплив на зародження французької «великої опери». Вплив його музики можна знайти й у творчості Мейєрбера, і в ранніх творах Вагнера, наприклад опері «Рієнці».